# Фаврија
Фаврија (итал. Favria) је насеље у Италији у округу Торино, региону Пијемонт.
Према процени из 2011. у насељу је живело 4630 становника. Насеље се налази на надморској висини од 320 м.

## Становништво
Према резултатима пописа становништва 2011. у општини је живело 5.230 становника.
| 1936. | 1951. | 1961. | 1971. | 1981. | 1991. | 2001. | 2011. |
| ----- | ----- | ----- | ----- | ----- | ----- | ----- | ----- |
| 2.355 | 2.524 | 3.001 | 3.760 | 4.323 | 4.225 | 4.324 | 5.230 |